# 乌拉街满族镇
乌拉街满族镇（穆麟德轉寫：Ula Giyai Manju Colhon）是一个民族镇。原属于吉林省吉林市永吉县辖区，2000年4月1日正式划归吉林市龙潭区管辖。位于吉林市北部30公里，紧邻第二松花江，地形以平原为主，物产丰富，景色优美。总面积约190平方公里，下辖27个行政村，一个街道，辖区总人口7.1万。除满族外，镇内还有回族，朝鲜族，汉族等多个民族，各民族和睦相处。乌拉是满语，意思是“沿江的平原／城郭”。

## 历史
乌拉街历史悠久，早在明代，乌拉先人就在此建城。乌拉街还是满族主要发源地之一，它曾是海西女真扈伦四部之一的乌拉部都城——乌拉城所在地。
明朝后期随着建州女真的强大，建州女真首领努尔哈赤开始用武力统一女真各部。乌拉国主布占泰的侄女阿巴亥嫁努尔哈赤，生三子，阿济格、多尔衮、多铎。布占泰在乌拉城之战中败于努尔哈赤，乌拉国灭，乌拉地区也被建州女真所吞并。顺治十四年（1657年），在此设置打牲乌拉总管衙门，专门负责皇家贡品的采购。康熙年间，新建城池，即乌拉新城。乌拉街被清王朝封为“本朝发祥之地”，先后有五位皇帝来此巡阅过。可见清廷对乌拉街的重视程度。传说当时乌拉新城极为繁华，城内有八大寺，四大庙。经过历代的沧桑变革后，这些古迹已不复存在，如今只剩下清真寺和老爷庙还巍然耸立。

## 现代
如今的乌拉街依旧保留着许多具有满族特色的风俗饮食，比如不吃狗肉，供奉榆树（乌拉街南部有一颗三四百年的榆树，名南单树，已有三四百年的历史。树上常年挂满红布，树下有香火供奉。其树高大挺拔，形态优美）。特色食品有椴树叶（一种用椴树叶包裹着黏米面、红小豆馅的食品，蒸熟食用），火烧，水团子，玉米碴条，煎粉，粘豆包，猪肉炖粉条，还有满族火锅等特色餐饮。当地出产的白小米是知名的特产品。
旅游景点有后府，魁府，白花点将台（传说是乌拉古国时白花公主点将的地方），还有新开发的自然景点雾凇岛。
从吉林市长途车站坐车大约50分钟就可到，票价8元。

## 行政区划

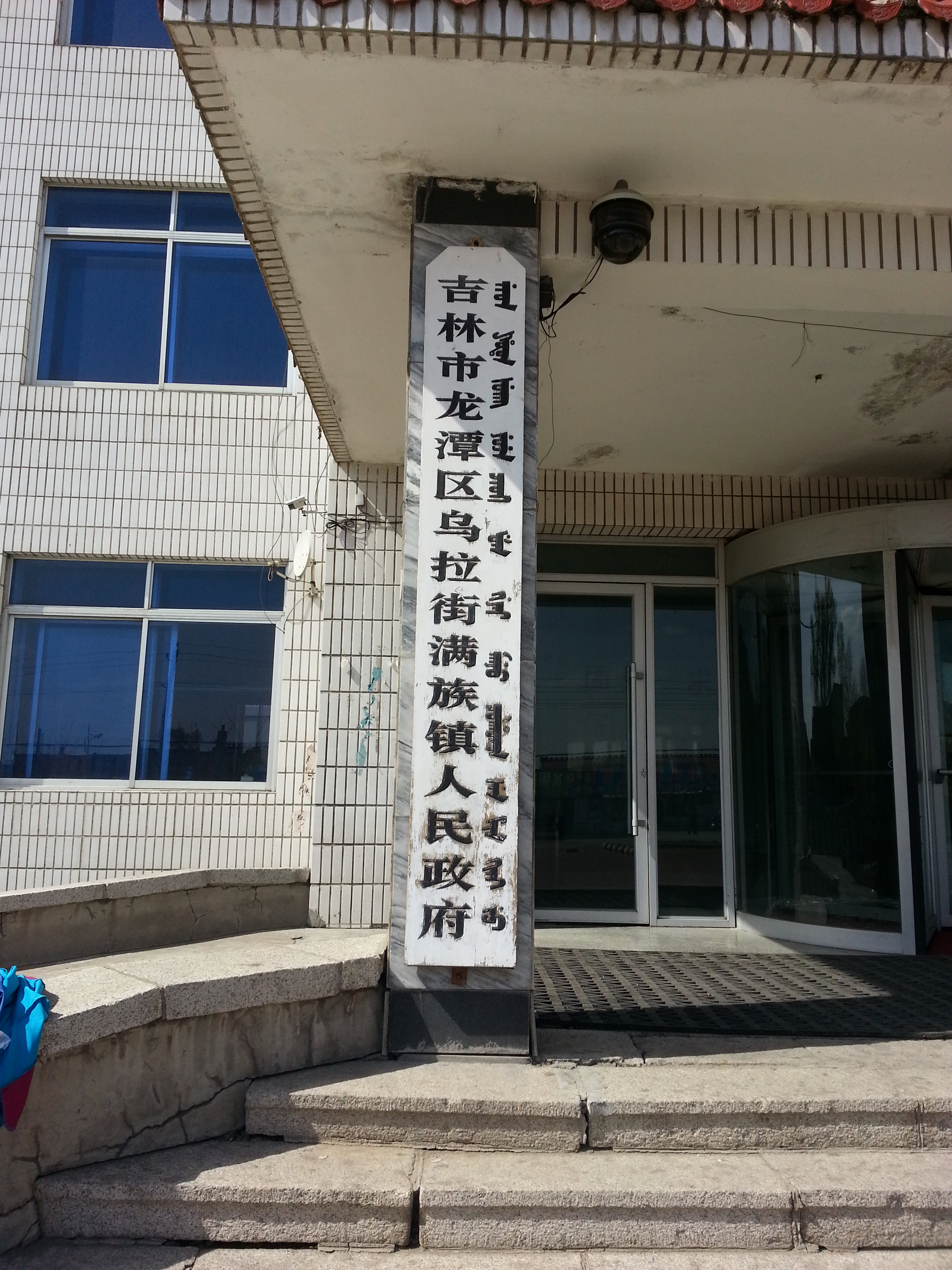
乌拉街满族镇政府

乌拉街镇下辖以下地区：
乌拉街社区、乌拉街村、阿拉底村、旧街村、东窑村、公拉玛村、弓通村、官通村、富尔村、万家村、亚复村、二道村、学古村、张老村、牛家村、丰口村、前阿拉村、太平山村、大郑村、高屯村、大常村、芦家村、杨屯村、韩屯村、北兰村、旧站村、汪屯村、查里村和三家子村。

## 名人
- 穆克登（1664年～1735年），清代官员。